# Divino Otelma
Il Divino Otelma, pseudonimo di Marco Amleto Belelli (Genova, 8 maggio 1949), è un personaggio televisivo italiano.

## Biografia
Durante la frequentazione del liceo classico "Cristoforo Colombo" di Genova, nel 1965 si iscrive alla Giovane Italia (associazione studentesca che si rifaceva al MSI) e fonda l'Organismo rappresentativo studentesco del Liceo-Ginnasio, insieme con Diego Meldi. Nel 1967 si iscrive alla Democrazia Cristiana, diventando dapprima delegato giovanile della sezione "Alcide De Gasperi" e poi consigliere di quartiere. Successivamente ricopre anche l'incarico di presidente provinciale e di consigliere nazionale di Genova del Movimento Cristiano Lavoratori (sorto da una scissione delle ACLI).
Nel 1975 si laurea in Scienze Politiche all'Università di Genova e vince una borsa di studio del Ministero degli Affari Esteri che gli consente di studiare presso l'Istituto per gli Studi di Politica Internazionale (ISPI) di Milano, conseguendo nel 1977 il diploma di conclusione studi. Sempre nel 1975, si avvicina al Partito Radicale, dichiarandosi sempre prossimo alle posizioni di Marco Pannella. Se ne discosterà solo una volta nel 1986, quando proporrà una mozione alternativa al leader radicale. Rimane segretario dell'associazione radicale "Libertà è Partecipazione" di Genova e Savona.
Nel 1977, Belelli intraprende la carriera di mago. Con il nome d'arte di mago Otelma (ottenuto dalla lettura bifronte del secondo nome di battesimo, Amleto, e cambiato più tardi in Divino Otelma), Belelli diviene noto per la partecipazione a varie trasmissioni televisive (fra cui Odiens, il Maurizio Costanzo Show, Porta a Porta, L'isola dei famosi). Belelli afferma di credere nella reincarnazione, di incarnare egli stesso Dio (per cui fa uso del plurale maiestatico nelle sue apparizioni pubbliche) e di essere stato precedentemente un sacerdote di Atlantide, faraone donna d'Egitto e sacerdote romano appartenente ai Quindecemviri sacris faciundis (i custodi dei Libri sibillini). Ha criticato la Chiesa cattolica e il pontefice Giovanni Paolo II.
Fonda l'ordine teurgico di Elios e la Chiesa dei Viventi, "una chiesa simbiotica, che riunisce i principî della magia e della religione" e "che già raccoglie 20mila fedeli e farà sparire o ridimensionerà tutti gli altri culti". I dati non sono però confermati. Nel 1991, fonda il partito Europa 2000. Si presenta in due collegi alle politiche del 1992, con un programma fondato sull'abolizione della legge Merlin e sulla lotta ai privilegi della classe politica.
Il 10 luglio 2003 consegue la sua seconda laurea, in Storia, presso l'Università di Genova, con tesi sulle Teorie millenaristiche sulla fine dei tempi. Nel 2004 partecipa al reality show El castillo de las mentes prodigiosas, trasmesso sulla rete televisiva spagnola Antena 3.
Nel 2005 pubblica il suo primo album musicale, Il CD divino, contenente 15 canzoni, tra cui Prendi la fortuna, proposta alla commissione selezionatrice del Festival di Sanremo 2004 senza venire ammessa alla gara. In Italia l'album è prodotto dalla BIT Records. Otelma proporrà un'altra canzone, Vivi la vita, per l'edizione 2008 del Festival, ma anch’essa non viene selezionata.
Nel 2012, partecipa al reality show di Rai 2 L'isola dei famosi, condotta da Nicola Savino e Vladimir Luxuria. Viene eliminato nel corso dell'ottava puntata con il 57% dei voti.
Il 15 gennaio 2014 si laurea in filosofia all'Università di Genova, sostenendo una tesi su demoni e dei in sant'Agostino.
Belelli si attribuisce il titolo di conte di Quistello, nonché quelli di "Primo Teurgo della Chiesa dei Viventi, Gran Maestro dell'Ordine Teurgico di Elios, Presidente Europeo dell'Ordre des Occultistes d'Europe (O.D.O.D.E.) e Nazionale dell'Ordine degli Occultisti d'Italia (O.D.O.D.I.), del Centro Italiano di Studi Astrologici (C.I.S.A.) e dell'Unione Astrologico-Occultista d'Italia (U.A.O.D.I.)". Si definisce poi “Fonte di Vita e di Salvezza, Dispensatore di Verità Archetipa, Luce dei Viventi".
Nel 2019 partecipa al reality show di Canale 5 L'isola dei famosi. Dopo essersi ferito nel corso della seconda puntata, fu costretto a ritirarsi.

## Procedimenti giudiziari

### Evasione fiscale
Nel 1986, Belelli è stato condannato con sentenza definitiva per evasione fiscale riguardo ai compensi della sua attività di mago. Tuttavia, il 15 ottobre 2005 la sentenza è stata revocata con ordinanza del Tribunale di Trieste per intervenute modificazioni alle leggi in materia.

### Circonvenzione di incapace
Nel 1987, Belelli è stato condannato con sentenza definitiva a due anni di reclusione per circonvenzione di incapace dalla Corte d'Appello di Trieste.

### Pubblicità ingannevole
Il 25 luglio 1995, Giovanni Panunzio ha segnalato per "presunta ingannevolezza" all'Autorità garante della concorrenza e del mercato un messaggio pubblicitario del "Mago Otelma", apparso sul periodico Astra del luglio 1995. Il messaggio riguardava la pubblicizzazione di consulti divinatori e la commercializzazione di riti magici e talismani. Il 23 novembre 1995, l'autorità, pur ritenendo "che la decisione di seguire i corsi di magia ovvero avvalersi delle consulenze epistolari o telefoniche del Divino Otelma [...] è necessariamente assunta per effetto di convinzioni irrazionali preesistenti, generate da superstizione e credulità e non determinata da un inganno prodotto dal messaggio", ha ritenuto altresì il messaggio "ingannevole in ordine alle caratteristiche ed agli effetti dei prodotti presentati, essendo destinato a promuovere la vendita di oggetti (talismani, pentacoli, ecc.) attraverso affermazioni tendenti ad abusare per esclusivi fini commerciali di quell'atteggiamento che il nostro stesso ordinamento definisce «credulità popolare»", deliberando pertanto "che il messaggio in questione costituisce pubblicità ingannevole [...] e ne vieta la continuazione con effetto immediato".
Il 7 marzo 2002, l'Associazione Consumatori Utenti ha segnalato per "presunta ingannevolezza" all'Autorità garante della concorrenza e del mercato un messaggio pubblicitario del "Mago Otelma", apparso sul periodico Astra del gennaio 2002. Il messaggio riguardava la pubblicizzazione di consulti divinatori, la commercializzazione di riti magici e talismani e il rilascio di titoli di "diploma o dottorato" seguenti alla frequentazione di "corsi di magia cerimoniale". Le accuse rivolte dalla Associazione Consumatori Uniti erano di omissione di informazione e di pubblicizzazione di oggetti finalizzata all'abuso "della credulità delle persone psicologicamente più deboli". Il 14 novembre 2002, l'Autorità ha ritenuto "che il messaggio pubblicitario oggetto della richiesta di intervento risulta idoneo ad indurre in errore i consumatori ed a poterne pregiudicare il comportamento economico con particolare riferimento alle caratteristiche e proprietà degli oggetti e servizi pubblicizzati, nonché all'identità e qualificazione dell'operatore pubblicitario", deliberando pertanto "che il messaggio pubblicitario [...] costituisce [...] una fattispecie di pubblicità ingannevole [...] e ne vieta l'ulteriore diffusione". Belelli ha opposto ricorso alla delibera prima al TAR e poi al Consiglio di Stato, presso cui la vicenda è ancora pendente.

### Diffamazione
Il 14 dicembre 2005, Belelli è stato condannato in primo grado dal Tribunale di Cagliari per diffamazione aggravata e ingiuria nel procedimento avviato da Giovanni Panunzio, responsabile nazionale del Telefono antiplagio. Il 21 settembre 2007, però, la Corte d'Appello di Cagliari ha assolto Belelli in base all'articolo 599 del codice penale. Il giudice ha infatti stabilito che le accuse "sarebbero state pronunciate in un contesto di litigiosità reciproca".

## Opere
- Il libro dei segreti, Genova, Il Basilisco, 1984, ISBN non esistente.
- Il Libro di Orion o del Domani Perfetto, Genova, Il Basilisco, 1985, ISBN non esistente.
- Magia, Genova, Il Basilisco, 1993, ISBN non esistente.
- La magia del Terzo millennio, Roma, L'Airone, 2000, ISBN 88-7944-485-9.
- Occasus mundi. Teorie sulla fine del mondo, Genova, ECIG, 2013, ISBN 978-88-7544-238-5.

## Discografia
- Potenza sessuale 3000, Bit Records, 2005 (cd singolo)
- Prendi la fortuna, Bit Records, 2005 (cd singolo)
- Il CD divino, Bit Records, 2006 (album)
- Escluso, Bit Records, 2008 (ep)
- Ti voglio, Senza Base Records, 2010 (cd singolo)
- The best of Il Divino Otelma, Senza Base Records, 2012 (raccolta con un inedito Utor Kalem)
- Baia del sol, Bit Records, 2012 (cd singolo in coppia con "Rossano Rubicondi")
- Mai dire Maya, Bit Records, 2012 (cd singolo)